# Anne Leinonen
Anne Leinonen (n. 1973, Juva, Mikkeli Province⁠(d), Finlanda) este o scriitoare finlandeză de science-fiction și fantezie care a primit premiul Atorox și a fost co-nominalizată la Premiul Tähtivaeltaja din 2012. 
Anne Leinonen a studiat geografia la Universitatea din Helsinki. A scris povestiri și romane pentru tineret. Multe dintre lucrările sale sunt scrise împreună cu Eija Lappalainen.

## Traduceri
- „Cărțile lui Oliver” (Oliverin kirja), traducere din limba engleză de Alexandru Lamba (traducere din finlandeză în engleză de Liisa Rantalaiho), în Galaxia 42 nr. 9 din august 2020

## Legături externe
- Anne Leinonen, galaxia42.ro

## Vezi și
- Listă de scriitori finlandezi